# Colom guatlla capblau
El colom guatlla capblau o colom perdiu (Starnoenas cyanocephala) és una espècie d'ocell de la família dels colúmbids (Columbidae) endèmic de Cuba i l'illa de la Juventud, si bé en aquesta última es considera extint. És l'única espècie del gènere Starnoenas.